# He Qi
Dans ce nom, le nom de famille précède le nom personnel.
He Qi, Gongmiao, mort en 227, est un général du royaume du Wu, qui servit sous Sun Ce et Sun Quan. Considéré comme un excellent général, il permit au Clan Sun, puis au Wu, de s’étendre loin au sud du Yang-Tse et de leur base du Jiang Dong, notamment en soumettant et intégrant les différents peuples et tribus s'y trouvant.

## Origine et premiers commandements

### Début de carrière
Il est le fils de He Fu et est né à Shanyin d’où sa famille est originaire, dans la commanderie de Kuaiji. Il devint dans sa jeunesse de façon temporaire un commandant local et de ce poste gagna en réputation quand il acta comme commandant de garnison du comté de Yan. Il s'occupa d'instaurer l'ordre et dut notamment s'occuper de Si Cong, un chef de clan local qui enfreint la loi. Ce Si Cong et son clan avait de puissantes connexions avec des peuples Shanyue. Il arrêta ce dernier et le fit exécuter, provoquant la colère des peuples Shanyue qu'il vainquit également. Il fut affecté dans le comté de Taimo, à la frontière sud de la commanderie de Kuaiji. Il se distingua une nouvelle fois contre les peuples locaux auxquels il dut faire face.

### L'arrivée du petit Conquérant
Sun Ce, fils ainé de Sun Jian, voulant se libérer de l'influence de Yuan Shu et créer son propre domaine, conduisit une armée dans le Jiangdong, terres de ses ancêtres. Il vainc Liu Yao et prit la commanderie de Kuaiji en 196. He Qi alors en poste se joignit à lui. Sun Ce voulant poursuivre Wang Lang, administrateur de cette région, nomma un certain Yan Lan au poste de commandant en chef des garnisons du sud. Son rôle était de pacifier la région des peuples non chinois allié à Shang Sheng, chef du comté de Houguan (actuel Fuzhou), ce dernier allié à Wang Lang contre Sun Ce. Yan Lan échoua dans sa mission et fut battu par ces tribus, He Qi lui succéda à ce poste, mettant rapidement un terme à la situation. Il vainc ces tribus, les força à la paix et à s'allier puis détruisit les résistances locales dans le comté de Houguan et étendit ses conquêtes jusqu'à l'embouchure du fleuve Min. Privé de ce soutien et acculé par Sun Ce et Sun Jing, Wang Lang dut se rendre, et Sun Ce annexa toute la région. Pour ces faits, il pétitionna He Qi, au titre de "Filial et d'Incorruptible" et le nomma au poste d’administrateur du comté de Shanyin, succédant à son père.

## Le Général qui pacifie le Sud

### Pacification des peuples non chinois
Sous le règne de Sun Ce, He Qi, pacifia les terres du Sud jusqu'à l'embouchure du fleuve Min. Sun Ce, mort en 200, il servit son frère Sun Quan, et entreprit la conquête de la région du fleuve Min. En quelques années, il annexa, pacifia et prit contrôle de tout l'embouchure et de la région. Il établit son quartier général dans la ville Jian An, près de l'actuel Jian'ou. En 205, il lança une autre campagne, et vainquit à nouveau des tributs au nord de sa position, et continua à avancer. À l'issue de celle-ci, il est à la tête de huit comtés et selon le Sanguo Zhi,  contrôle une armée de 10 000 soldats. Il attaque également en 205, et met à bas les rébellions du comté de Shangrao et établit le comté de Jianping. En 208, après la bataille de Chi Bi, il fut appelé dans le nord du Jiangdong pour mettre à bas des révoltes. Nommé "Général qui possède la Majesté et la Fermeté", il bat à nouveau les peuples des collines et les rebelles Han au Sud de la commanderie de Danyang, dans les comtés de Shi et Ye, en prenant leur camp par surprise, utilisant des troupes qui gravirent une falaise non défendue, donnant accès au camp. Il lança une attaque contre le camp et tua les principaux chefs ennemis. Dès lors, il mit à bas la révolte et favorisa la création de comtés dans la région permettant la pacification et l'intégration des peuples et tribus non chinoises. Pour ce succès, Sun Quan le récompensa de la commanderie de la baie de Hangzhou qui faisait le lien avec la région de Poyang à l'est de Yuzhang. De ce fait, il put intervenir rapidement, en cas de rébellion.

### Intervention au Sud comme au Nord
Sa pacification du Sud effective, il fut appelé au nord du Jiangdong, dans la campagne de He Fei en 215, forteresse construite par le Wei sur la route de Shoushun, dans l'actuelle Xian de Shou. Campagne désastreuse, pour les soldats de Sun Quan et lui-même qui manqua de perdre la vie. He Qi commanda à la défense du Yangtse et de ses dépendances et vint au secours de Sun Quan, menant notamment une contrattaque contre les forces du Wei, tuant au passage un général ennemi, Xu Sheng. Il insista que celui-ci ne prenne de risques inconsidérés dans le futur. Pour ces deux faits en 215 et 216, il reçut le titre de Général et commandant de région avec la mission de défendre le Yangtse, des incursions ennemies. Ce à quoi il s’acquitta avec succès. He Qi continua de pacifier les régions dont il avait la charge, tout en continuant sa marche d'annexion toujours plus au Sud. À l'est de Yuzhang, il intégra les populations notamment dans l'armée. Il dut mettre à bas de nouvelles rébellions notamment en 216, quand sous l'agitation de You Tu, un chef de clan local de Poyang, incité par Cao Cao, fomenta une révolte dans la commanderie, ainsi que celle de Danyang. Accompagné de Lu Xun, He Qi brisa cette révolte, tua You Tu, obtenu la reddition de ses principaux suiveurs et intégra les rebelles de force dans l'armée.

## Dernières années et extravagances

### Une valeur sure
Il continua la bonne gestion et la pacification, et intervint de plus en plus dans les affaires militaires au nord. En effet en 222, Cao Xiu, un général du Wei, membre du clan Cao et défenseur de la frontière sud entre le Wei et le Wu, mena une armée et une marine sur Lu Jiang. Lu Fan, commandant naval ne put lui offrir de résistance, sa flotte et une grande partie de celle du Wu étaient endommagées dû à un cyclone. Voyant cet état de fait, Cao Xiu pressa son avance et mit les forces du Wu en déroute, seule l'arrivée de He Qi et de ses navires intacts, puissamment armés, fit que Cao Xiu se replia. Il fut nommé "Général de l’arrière", et reçut le sceau d’autorité sur la province de Xu. En 223, il lança une dernière campagne au nord du Yangtse et captura Qichun, et captura également le général, Jin Zhong, traite qui était passé au Wei.

### Extravagances d'un général
He Qi, bien que général compétent, tacticien, reconnu pour sa notion de discipline et d'ordre, est connu pour ses extravagances notamment en question d’ornementation militaire en matière d'armure et d'armement. Ses navires notamment en furent l'exemple, ornés des plus beaux matériaux, des plus belles voilures de soie. C'est cette extravagance qui selon le roman des Trois royaumes, qui en 222, força Cao Xiu à se replier. Ce dernier en effet croyant que la marine du Wu avait été détruite vit l'arrivée des navires de He Qi, en excellent état et d'apparat, ce dernier en conclut que la marine du Wu était toujours opérationnelle et forçat sa retraite.

### Mort et descendance
He Qi passa ses dernières années à gérer et défendre le Yangtse et ses possessions. Ses conquêtes et pacifications furent essentielles pour l'assise du clan Sun dans le sud-est et le sud du Jiangdong. Il mourut en 227. Ses fils héritèrent de ses possessions, armées et rang. He Qi eut pour descendance :
- He Jing, dans le Sanguozhi: Wu 15, il est noté être juste et généreux. Meurt jeune.
  - He Shao, né en 226, mort en 275
- He Da hérite des possessions de son père.
  - He Zhi, ministre sous Sun Hao[4].

### Autres articles
- Trois Royaumes de Chine et Chroniques des Trois Royaumes
- Dynastie Han
- Personnalités du royaume de Wu